# Gleitbombe

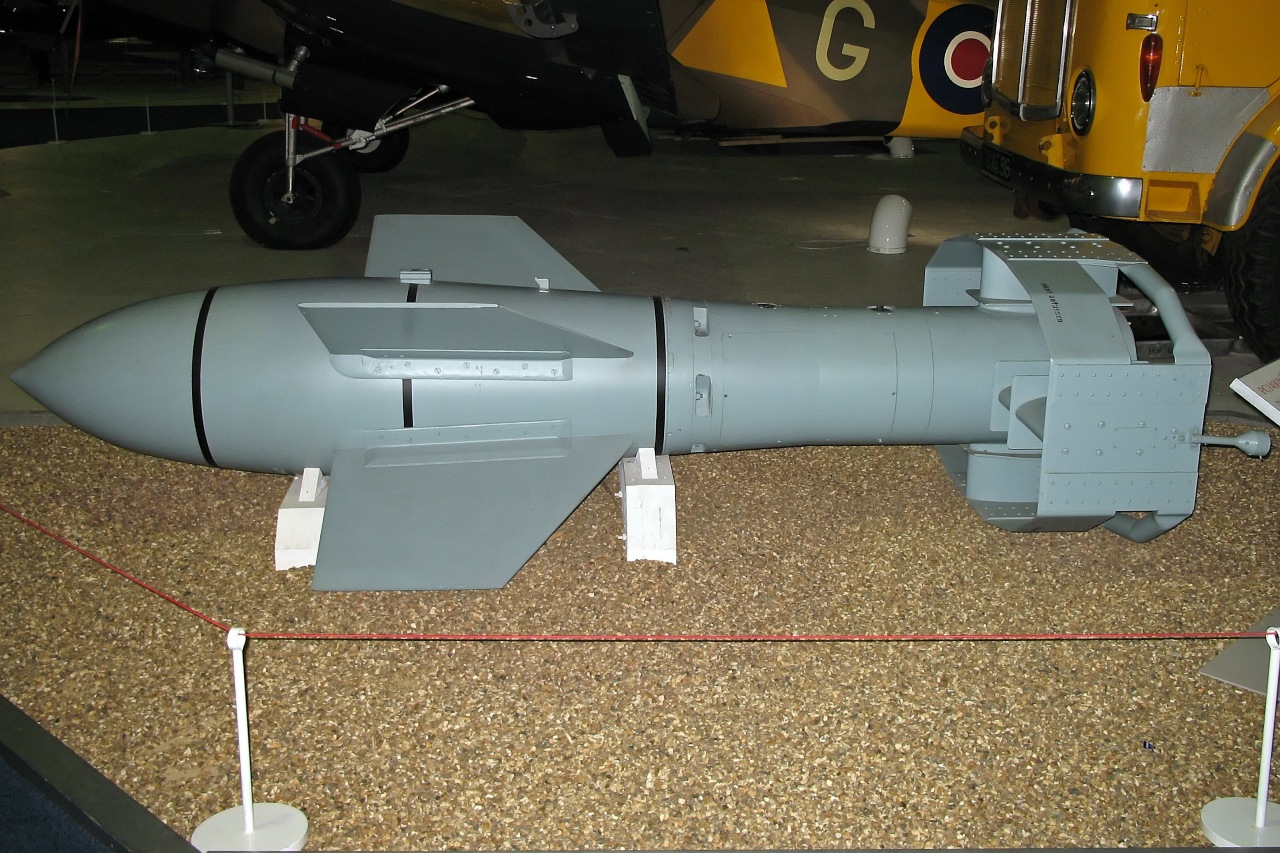
Gleitbombe Fritz X

Die Gleitbombe ist eine Abwurfwaffe. Im Gegensatz zur nur vertikal fallenden Bombe kann sie mit einer horizontalen Antriebskomponente Ziele in größerer Distanz zur Abwurfstelle erreichen, sie hat eine höhere effektive Reichweite.

## Funktionsweise
Die Steigerung der Reichweite gegenüber einer reinen Abwurfwaffe, z. B. einer konventionellen Fliegerbombe, wird mit einer aerodynamischen Konstruktion erreicht, die entweder integraler Bestandteil der Gleitbombe ist oder als separate Baugruppe an einer konventionellen Fliegerbombe angebracht wird. So kann das Trägerflugzeug möglichst weit weg vom Bodenziel und somit von gegnerischem Abwehrfeuer bleiben. Zusätzlich besteht bei einer gesteuerten Gleitbombe die Möglichkeit, die Waffe ins Ziel zu steuern.
Dagegen muss das Trägerflugzeug nach dem Abwurf einer reinen Fliegerbombe das Bodenziel überfliegen und ist dabei dem gegnerischen Abwehrfeuer ausgesetzt.
Außer in der aerodynamischen Konstruktion und der Steuerung unterscheiden sich Gleitbomben in der Zielsuche und im Sprengkopf. Auch gibt es Gleitbomben mit Antrieb, um die Reichweite oder die Endgeschwindigkeit zu erhöhen. Aerodynamische Flugkörper mit dauerhaft arbeitendem Triebwerk bezeichnet man dagegen als Marschflugkörper.
Gesteuert wird über Funk, früher über Draht. Mangels Informationsverarbeitungstechnik im Zweiten Weltkrieg wurde damals das Ziel manuell gesucht, meistens mit dem Zieldeckungsverfahren. Dabei werden Ziel und Gleitbombe aus der Sicht des Bombenschützen in Deckung gehalten. Die Gleitbombe verfügte dazu meist über ein optisches Signalfeuer. Ausnahmen sind die amerikanische Bat, die über eine autonome radargelenkte Steuerung verfügte, und die japanische Yokosuka MXY-7, die bemannt war. Je nach Ziel wurden konventionelle Sprengköpfe, Hohlladungssprengköpfe oder Lufttorpedos verwendet.

## Geschichte
Bereits vor dem Ersten Weltkrieg hatten ab 1910 die USA, ab 1912 Italien und Großbritannien mit der Entwicklung von Lufttorpedos, den Vorläufern der Gleitbomben, begonnen. 1912 erhielt Bradley A. Fiske, Kapitän zur See der US-Navy, ein Patent. Erstmals zum Einsatz kam ein Lufttorpedo am 28. Juli 1914, als der spätere britische Air Chief Marshall Arthur Longmore, als RNAS-Pilot, einen offiziellen Testabwurf nahe der Royal Naval Air Basis in Calshot (Hampshire) unternahm. Der britische Pilot Charles Gordon Bell (1889–1918) hatte am Abend zuvor einen inoffiziellen Test geflogen.
Im Deutschen Kaiserreich wurde ab 1914 der Lufttorpedo Siemens-Torpedo-Gleiter entwickelt. Die Erprobung begann ab 1915, mit Luftschiffen als Trägersystemen. Das Kriegsende 1918 verhinderte das Vorhaben, den Bomber Siemens-Schuckert R.VIII mit dem Siemens-Torpedo-Gleiter auszurüsten.
Mit der Fritz X entwickelte der Elektroingenieur und promovierte Aerodynamiker Max Kramer die erste deutsche Gleitbombe. Er hatte bereits seit 1938 die Entwicklung funkgesteuerter Waffen betrieben und wirkte, seit 1940 beim Rüstungskonzern Ruhrstahl dienstverpflichtet, an raketengetriebenen Luft-Luft-Lenkwaffen (X-4 und X-1) mit.

## Beispiele für Gleitbomben
Beispiele für Gleitbomben im Zweiten Weltkrieg:
- Fritz X (auch wenn es sich hierbei nur um eine gesteuerte Freifallbombe handelt, kann diese dennoch, bedingt durch die Steuerung, als Gleitbombe gesehen werden)
- Henschel Minengleitbombe Hs 293, Hs 294, Hs 295, mit Raketenantrieb
- Blohm & Voss BV 143, mit Raketenantrieb
- Blohm & Voss BV 246
- Bat, erste radargesteuerte und autonome Gleitbombe (Fire-and-Forget).
- Yokosuka MXY-7, einzige im Einsatz bemannte Gleitbombe

Beispiele für moderne Gleitbomben:
- AGM-62 Walleye
- AGM-154 Joint Standoff Weapon
- GBU-15
- GBU-39 Small Diameter Bomb
- GBU-44 Viper Strike
- GBU-53 StormBreaker
- HOPE/HOSBO
- UPAB-1500B
- UMPK